# شار دکری
شار دکری (به لاتین: Char Decree) یک منطقهٔ مسکونی در بنگلادش است که در ناحیه باریسال واقع شده‌است.